# Laßrönne
Laßrönne ist ein Ortsteil der Gemeinde Winsen (Luhe) im Landkreis Harburg in Niedersachsen, der 780 Einwohner hat (Stand: 30. Juni 2014; 2011: 749; 2001: 674).
Bis 1972 war Laßrönne eine eigenständige Gemeinde – gemeinsam mit anderen umliegenden Dörfern wurde der Ort infolge der Gemeindereform zu Winsen eingemeindet.

## Geografie

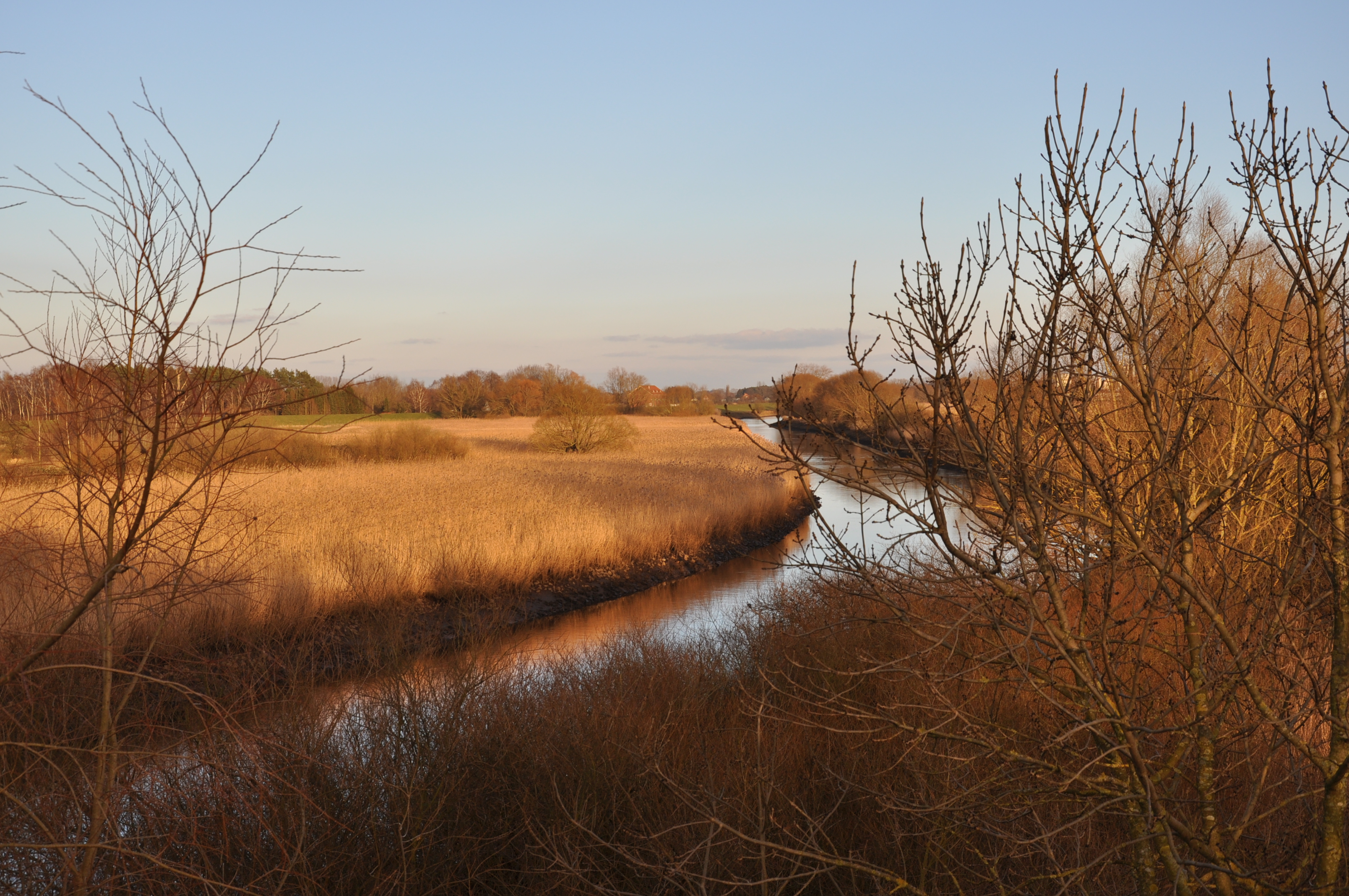
Naturschutzgebiet Ilmenau-Luhe-Niederung

Laßrönne liegt direkt an der Elbe. Im Süden liegt die Stadt Winsen. Im Norden grenzt der Ort, durch die Elbe getrennt, an die Hamburger Vierlande. Westlich befinden sich die zu Laßrönne gehörende Ortslage Haue und die Dörfer Stöckte und Hoopte. Nordöstlich liegen Drage und Drennhausen, südöstlich Nettelberg und Tönnhausen.
Das Schilf im Vogelschutzgebiet an der Elbe bietet tausenden von Brutpaaren einen sicheren Nistplatz.
Seit dem 1. Dezember 2014 besteht zwischen Laßrönne, Stöckte und Winsen das Naturschutzgebiet Ilmenau-Luhe-Niederung.

## Geschichte
Laßrönne wurde erstmals 1352 urkundlich erwähnt. Früher mündete hier die Ilmenau in die Elbe, der Name wird daher als „Lachs-Rinne“ gedeutet, was auch im Ortswappen abgebildet ist. Im Mittelalter bestand Laßrönne aus mehreren Höfen, schätzungsweise 10 bis 15, darunter Vollhöfe, Halbhöfe und Kötner. Die Einteilung beruht auf einem Größensystem aus der damaligen Zeit; Halbhöfe und Kötnerhöfe sind kleinere Bauernhöfe. Die Marschbauern waren immer freie und keine abhängigen Bauern. Das Lehnswesen wurde ab dem neunten Jahrhundert vom fränkischen Kaiser Karl dem Großen eingeführt, er hatte aber wenig Macht über diese Elbregion. Aus diesem Grund war das Lehnswesen in Norddeutschland auch später nie so stark in der Gesellschaft verankert wie in Süddeutschland. Die Bauern blieben daher auch in Laßrönne frei.

Stich von 1569, Laßrönne in der Mitte

Aus einem Abkommen von Winsen mit den umliegenden Orten, nach einem Streit um Weide- und Ackerrechte, stammt ein Stich aus dem Jahr 1569. Es ist die einzige bekannte bildliche Darstellung aus der damaligen Zeit, die Laßrönne zeigt. Laßrönne wurde im Dreißigjährigen Krieg (1618–1648) zerstört, der Ort brannte vollständig nieder, wurde aber später wieder aufgebaut. Im Seebrückenweg steht ein denkmalgeschütztes Haus, das ein besonderes Beispiel für die damalige Fachwerkarchitektur darstellt. Der lange Bauernhof wurde um 1700 erbaut, liegt auf einer Warft und hat den typischen Grundriss eines niederdeutschen Hallenhauses. Ein anderes altes Fachwerkhaus in Laßrönne lag an der Elbe und brannte vor wenigen Jahren ab.
Ende des 18. Jahrhunderts wurde ein 1422 Morgen großes Landstück zwischen Borstel, Sangenstedt, Tönnhausen und Laßrönne aufgeteilt, das zuvor der Allgemeinheit gehörte, wobei Laßrönne nur einen kleinen Teil von 23 Morgen erhielt und diesen sofort für jährlich 40 Reichstaler verpachtete.
Laßrönne war im und nach dem Mittelalter ein Teil von Winsen, was nach den Quellen zufolge von Zeit zu Zeit zu Streit um Land- und Wegerechte und den Winsener Stadtdienst führte. Die Bürger von Winsen, also auch die Laßrönner, mussten an die Stadt Winsen Abgaben leisten und Arbeitsdienst verrichten.
Die Ilmenau schlängelte sich quer durch die Laßrönner Marsch, bis im Jahre 1594 ein erster Kanal bei Laßrönne erbaut wurde, um den Zoll bei Zollenspieker zu umgehen. Zollenspieker war seit dem Mittelalter ein sehr wichtiger Ort, an dem der Handelsverkehr zwischen Hamburg und dem Raum südlich der Elbe zusammenlief. Dort wurden auf die beförderten Waren Zölle erhoben. Die Elbfähre bei Zollenspieker gibt es seit über 800 Jahren.

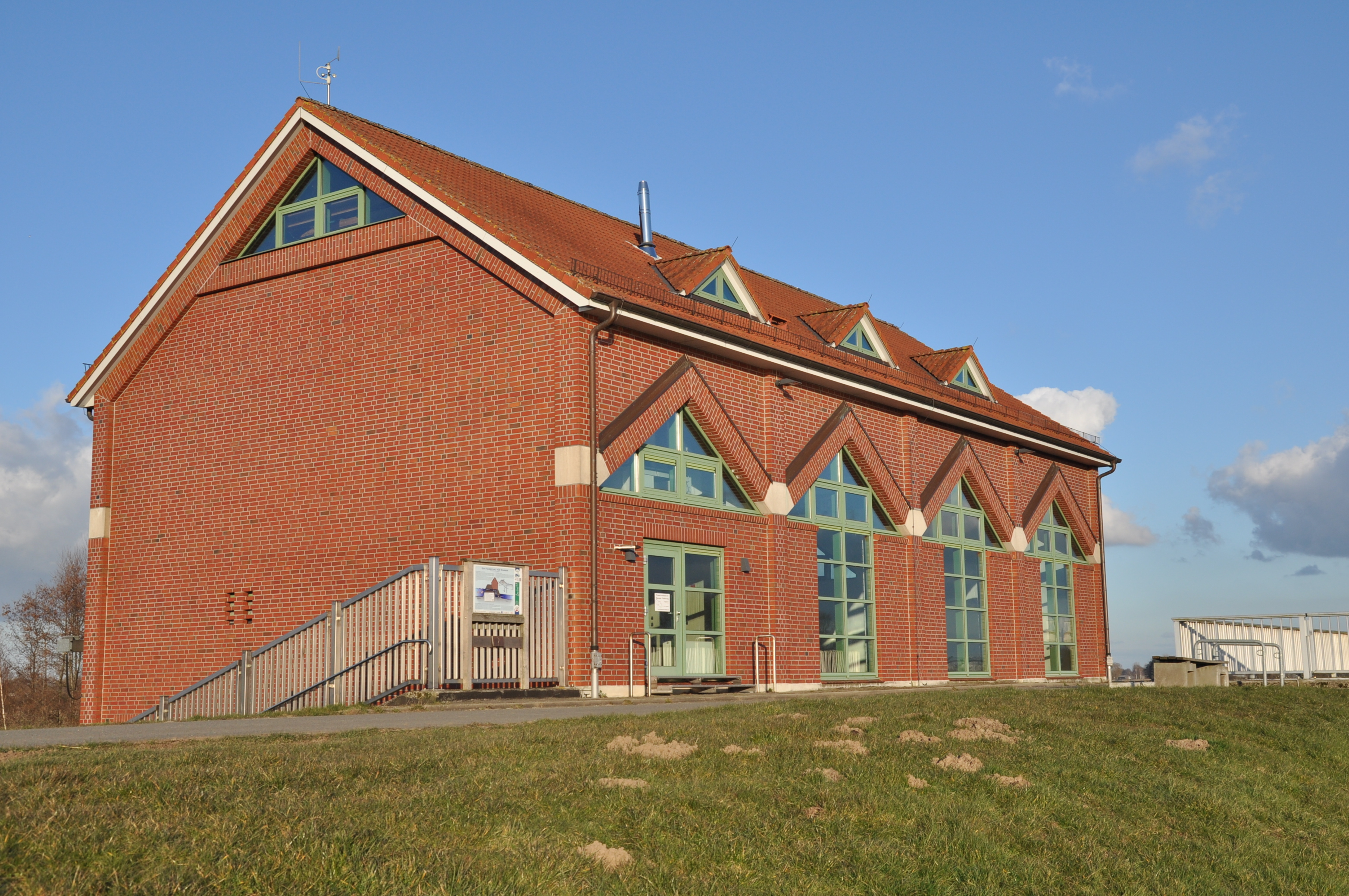
Neues Schöpfwerk

Im Rahmen der Melioration der Ilmenau-Niederung wurde 1888 der eingedeichte Ilmenaukanal zwischen Wittorf und Laßrönne erbaut, vorher floss die Ilmenau wild durch dieses Tal. Gleichzeitig wurde in Laßrönne ein Schöpfwerk gebaut. Es pumpte das überschüssige Grundwasser über die Ilmenau in die Elbe, um grundwasserbedingte Überschwemmungen („sanftes Hochwasser“) durch Qualmwasser zu vermeiden. Es wurde bis 1946 mit Dampf betrieben, von da an elektrisch. 1998 wurde begonnen, ein neues Schöpfwerk zu bauen, das 2001 in Betrieb genommen wurde. Dieses Schöpfwerk kann mit bis zu 16,5 Kubikmetern Wasser pro Sekunde eine weitaus größere Pumpleistung als das alte erbringen. Es hat seine Leistungsstärke unter anderem während des Elbehochwassers 2002, das auch als Jahrhunderthochwasser bezeichnet wurde, unter Beweis gestellt. Das Schöpfwerk liegt am Einfluss des Ilau-Schneegrabens in den Ilmenau-Kanal. Das Ilmenau-Sturmflut-Sperrwerk unter der Straße von Laßrönne nach Hoopte wurde von 1969 bis 1975 erbaut. Es riegelt die Luhe gegen Sturmfluten ab. Der direkte Weg von Laßrönne nach Stöckte und Winsen führt über die Seebrücke. Bis 1964 gab es hier eine alte Klappbrücke, die daraufhin durch eine Schiebebrücke ersetzt wurde. Diese Schiebebrücke wurde 1981 durch eine feste Brücke ersetzt.
Einen Elbdeich gibt es in Laßrönne schon seit vielen hundert Jahren. Wo heute die Lager des Technischen Hilfswerks und der Bundespolizei sind, war lange Zeit eine große Lücke im Deich, welche erst im 20. Jahrhundert geschlossen wurde. Früher mussten die Anwohner bei Hochwasser mit dem Boot das Haus verlassen, da die Straßen überflutet waren. Man sieht an älteren Gebäuden in Laßrönne, dass sie auf Warften erbaut wurden, um sicher vor Hochwasser zu sein. Das änderte sich erst nach der Sturmflut 1962, als man hier neue Deiche baute. Die Erneuerung der Deiche wurde 1976 abgeschlossen. Die Deiche wurden in den letzten Jahren erneut erhöht. Wenn man in Laßrönne die Häuser von den 1960er Jahren an bis heute, welche inzwischen die Mehrzahl darstellen, vergleicht mit den alten Häusern, kann man erkennen, dass die neuen Häuser tiefer gebaut worden sind und nicht mehr auf Warften stehen.
Am 1. Juli 1972 wurde Laßrönne in die Kreisstadt Winsen (Luhe) eingegliedert.

## Politik
Die Ortsvorsteherin des Dorfes ist seit November 2021 Merle Hellmich.

## Infrastruktur
Laßrönne hatte bis ins 20. Jahrhundert eine eigene Dorfschule und bis vor wenigen Jahren eine eigene Poststelle. Die Freiwillige Feuerwehr wurde am 27. November 1927 gegründet und macht seit 1974 auch Jugendarbeit und hilft u. a. beim jährlichen Osterfeuer. In der Turnhalle kann man viele Sportarten betreiben oder an anderen Veranstaltungen teilnehmen, wie z. B. der jährlichen Faslamsfeier oder dem Theaterabend. Darüber hinaus gibt es zwei Kinderspielplätze. Im August 2015 wurde am Elbdeich ein Parkplatz mit 44 Parkständen eröffnet.

### Verkehr
Laßrönne liegt an der Kreisstraße 50, die von der L217 durch den Ort an der Elbe entlang bis nach Stöckte führt. Die Deutsche Storchenstraße führt durch den Ort.
Die drei Haltestellen im Ort werden unregelmäßig durch Busse der KVG Stade an das regionale Verkehrsnetz angebunden. Allerdings werden diese hauptsächlich für den Transport von Schülern benutzt und werden deswegen nur außerhalb der Schulferien von Montag bis Freitag eingesetzt. So fahren morgens vier Busse der Linie 4404 zu den Winsener Schulen, wobei einer davon auch am Bahnhof Winsen und am ZOB hält. Zwischen 11 und 17 Uhr fahren mehrere Busse von Winsen zurück nach Laßrönne, welche in jedem Fall nach Tönnhausen weiterfahren. Oft ist auch eine Weiterfahrt über Oldershausen nach Niedermarschacht möglich. Daneben fährt die Linie 4632 einmal täglich von Laßrönne nach Buchholz und maximal zweimal in die Gegenrichtung, wobei an Schulen und Schulzentren in Stelle, Jesteburg und Buchholz gehalten wird.
Ungefähr einen Kilometer von der Ortsmitte entfernt befindet sich außerhalb die Haltestelle Laßrönne, Abzweigung Drager Straße. Diese wird regelmäßiger, von der Linie 4405 angefahren. Die Linie fährt montags bis freitags sowohl zur Schulzeit als auch in den Ferien, wenngleich seltener, da sie den Schulverkehr zwischen der Elbmarsch und Winsen bedient. Die Linie hält in der einen Richtung ebenfalls am Winsener Bahnhof und am ZOB. In der anderen Richtung werden die Elbdörfer Drage, Drennhausen, Elbstorf, Stove, Schwinde und Rönne mit Endhalt in Niedermarschacht angefahren. Ein Anschluss ist an der Haltestelle Rönne, Brücke mit der Buslinie 4400 nach Bergedorf möglich, an den Haltestellen Niedermarschacht, Ernst-Reinstorf-Schule und Niedermarschacht, Grundschule mit der Linie 5405 nach Lüneburg.
Ausgehend vom Bahnhof Winsen sind Fahrten mit dem Metronom nach Hamburg und nach Lüneburg oder Uelzen möglich.
Laßrönne liegt im Tarifgebiet des HVV.
Im Jahr 2013 wurde erstmals ein kostenloser Freizeitbus unter dem Namen „Elb-Shuttle“ in den Gemeinden des Landkreises Harburg, die an der Elbe liegen, eingesetzt. Dieser fuhr von Mai bis Oktober dreimal täglich an Wochenenden und Feiertagen. Dank eines Anhängers war auch eine Fahrradmitnahme möglich. Mit dem Elb-Shuttle wurde Laßrönne zusätzlich an die Bahnhöfe in Bergedorf, Winsen, Stelle und Maschen angebunden. Auch 2014 und 2015 wird er wieder angeboten.

## Sport
Der MTV Laßrönne von 1919 ist hier beheimatet. Hauptsportart ist Fußball.

## Persönlichkeiten
- Maximilian Wachsmuth (1859–1938), Maler der Münchner Schule, geboren in Laßrönne[17]